# Bandar Labuan

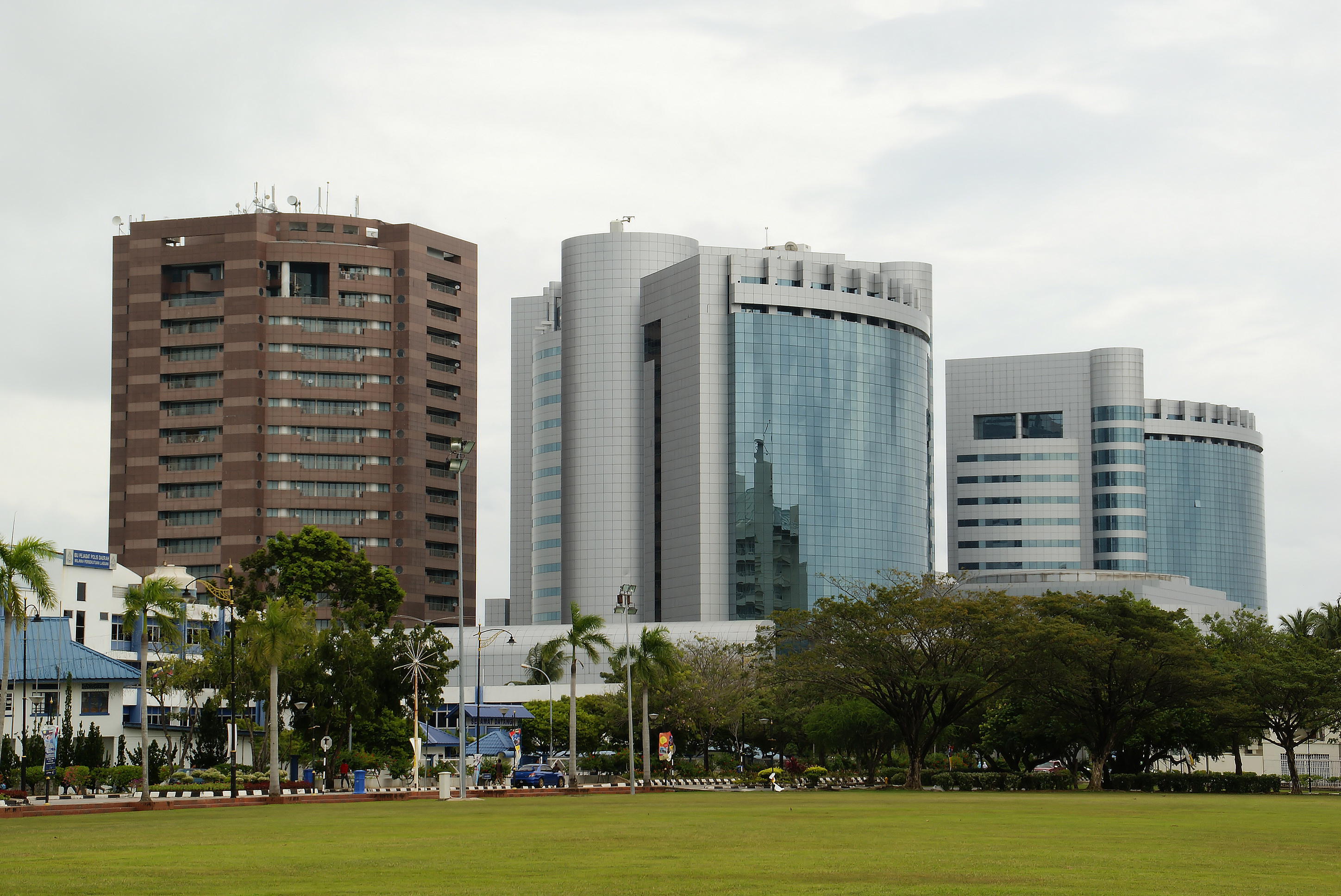
Finansbyggnader i Bandar Labuan.

Bandar Labuan (även känd som Victoria) är den administrativa huvudorten för det federala territoriet Labuan i östra Malaysia. Den är belägen på ön Labuan några kilometer utanför Borneos norra kust och hade 54 752 invånare vid folkräkningen 2000.